# Lake Canellan
Lake Canellan är en sjö i Australien. Den ligger i delstaten Queensland, omkring 1 700 kilometer nordväst om delstatshuvudstaden Brisbane. 
Omgivningarna runt Lake Canellan är i huvudsak ett öppet busklandskap. Trakten runt Lake Canellan är nära nog obefolkad, med mindre än två invånare per kvadratkilometer. Genomsnittlig årsnederbörd är 360 millimeter. Den regnigaste månaden är februari, med i genomsnitt 94 mm nederbörd, och den torraste är september, med 1 mm nederbörd.